# سد قیز قلعه‌سی
سدِّ قیز قلعه‌سی بر روی رودخانه ارس و در پایین‌دست سد خداآفرین و در مرز ایران و جمهوری آذربایجان قرار دارد. عملیات ساخت این سد در سال ۱۳۸۵ شروع گردید  و در ۳۰ اردیبهشت ۱۴۰۳ توسط رؤسای جمهوری ایران و آذربایجان افتتاح شد.
ظرفیت تولید این نیروگاه ۴۰ مگاوات است. هدف از احداث این سد مخزنی، تأمین آب کشاورزی و تولید برق است و تولید انرژی برق سالیانه آن معادل ۱۳۵ گیگاوات ساعت می‌باشد.

## سقوط بالگرد رئیس‌جمهور
پس از افتتاح این سد، سید ابراهیم رئیسی (رئیس‌جمهور ایران) به همراه چند تن از هیئت همراه از جمله حسین امیرعبداللهیان (وزیر امور خارجه)، آل هاشم (امام جمعه تبریز) و مالک رحمتی (استاندار آذربایجان شرقی) در ظهر ۳۰ اردیبهشت ۱۴۰۳ به قصد رفتن به پالایشگاه نفت تبریز سوار بر بالگرد شدند؛ سپس بالگرد حامل ریاست‌جمهوری و هیئت همراه در ارتفاعات جنگل دیزمار نزدیک به ورزقان سقوط کرد. پس از عملیات جستجو ۱۵ ساعته بقایای بالگرد حامل ریاست‌جمهوری در صبح روز بعد ۳۱ اردیبهشت ۱۴۰۳ پیدا شد که پس از رسیدن نیروهای امدادی تمامی سرنشینان و خدمه این بالگرد درگذشته بودند.